# Bröderna Niland

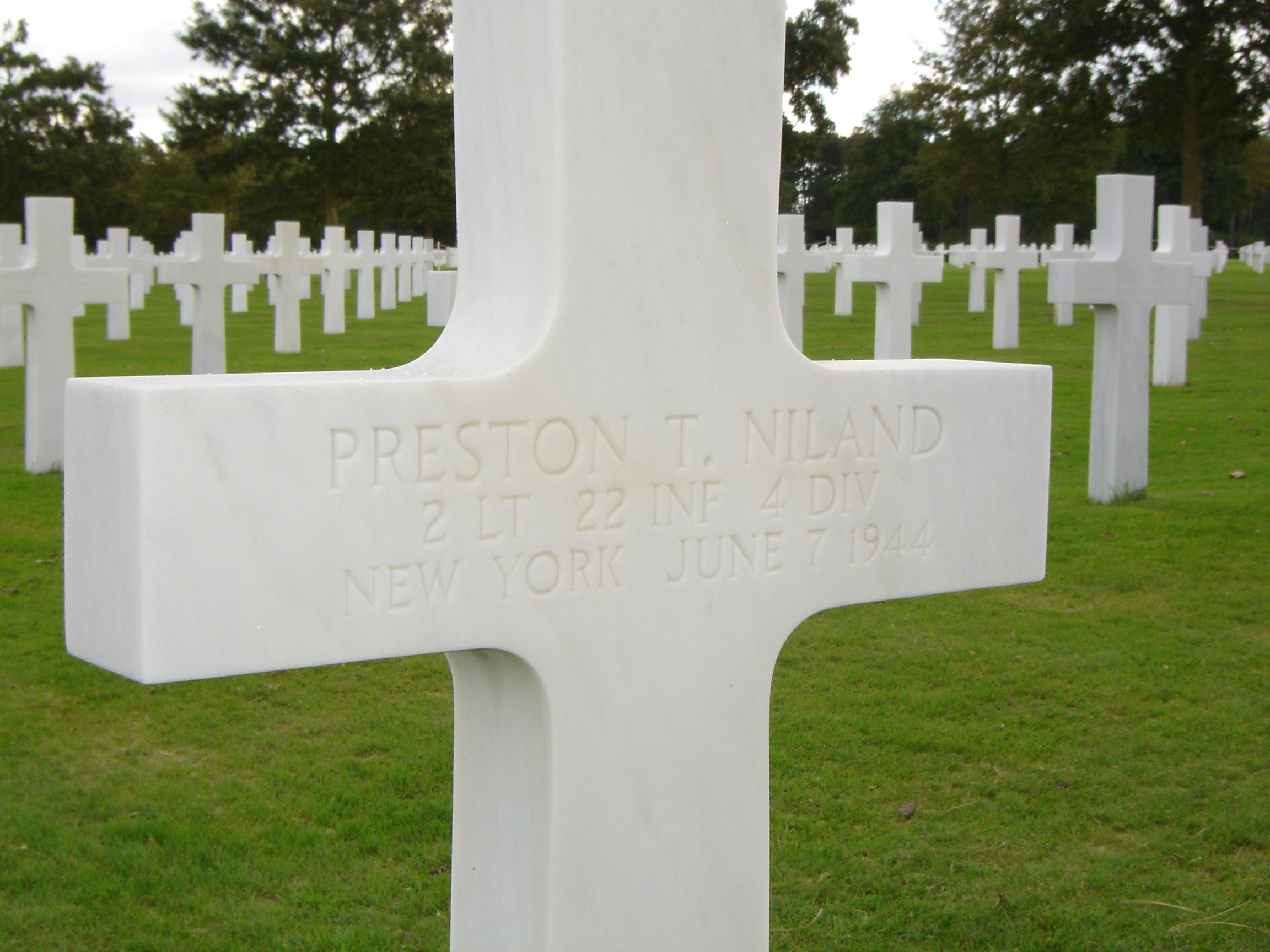
Preston T. Nilands grav på kyrkogården Normandy American Cemetery and Memorial, också känd som Omaha Beach military cemetery, nära Colleville-sur-Mer, Normandie, Frankrike.

Bröderna Niland var fyra amerikanska bröder från Tonawanda, New York som tjänstgjorde under andra världskriget. Av de fyra överlevde två kriget men länge trodde man att bara en, Frederick Niland, hade överlevt. Frederick skickades tillbaka till USA för att fullfölja sin tjänstgöring och fick först senare reda på att hans bror Edward, som antogs vara död, i själva verket hölls fången i ett japanskt fångläger i Burma. Steven Spielbergs film Rädda menige Ryan är löst baserad på brödernas berättelse.
De fyra bröderna var:
- Sergeant Frederick "Fritz" Niland (1920-1983), Company H, 501st Parachute Infantry Regiment, 101st Airborne Division. Fritz var nära vän med Warren Muck och Donald Malarkey, båda från Company E, 506th Parachute Infantry Regiment, 101st Airborne Division ("Easy Company"), vilka syntes i den hyllade TV-serien Band of Brothers.
- Technical Sergeant Robert Niland, Company D, 505th Parachute Infantry Regiment, 82nd Airborne Division. Död i strid den 6 juni 1944 i Normandie. Han erbjöd sig frivilligt att stanna kvar med två andra soldater för att mota en tysk offensiv medan kompaniet retirerade. Han dog medan han bemannade en kulspruta; de två andra överlevde.
- Second Lieutenant Preston Niland, 22nd Infantry Regiment, 4th Infantry Division. Död i strid den 7 juni 1944 i Normandie.
- Technical Sergeant Edward Niland, United States Army Air Forces.